# Serghei Cleșcenco
Serghei Cleșcenco (n. 20 mai 1972, Criuleni) este un antrenor de fotbal și fost fotbalist internațional moldovean, care a jucat pe postul de atacant. El a jucat la echipa națională de fotbal a Moldovei în 69 de meciuri, marcând 11 goluri și este al doilea cel bun marcator din istoria selecționatei Moldovei. Din 2021 este antrenorul principal al selecționatei Moldovei. 
Deține Licență PRO UEFA de antrenor.

## Palmares

### Jucător
Zimbru Chișinău
- Divizia Națională (5): 1992–93, 1993–94, 1994–95, 1995–96, 1997–98

Maccabi Haifa
- Israeli Premier League (1): 2000–01

Hapoel Tel Aviv
- Toto Cup (1): 2001–02

### Antrenor
Milsami Orhei
- Cupa Moldovei: 2011–12
- Supercupa Moldovei: 2012

## Goluri internaționale
| #   | Data              | Stadion                                | Adversar    | Scor | Rezultat | Competiție                                             |
| --- | ----------------- | -------------------------------------- | ----------- | ---- | -------- | ------------------------------------------------------ |
| 1.  | 1 septembrie 1994 | Stadionul Sheriff, Tiraspol            | Azerbaidjan | 1–0  | 2–1      | Meci amical                                            |
| 2.  | 1 septembrie 1994 | Stadionul Sheriff, Tiraspol            | Azerbaidjan | 2–0  | 2–1      | Meci amical                                            |
| 3.  | 16 noiembrie 1994 | Stadionul Național Vasil Levski, Sofia | Bulgaria    | 1–1  | 1–4      | Preliminariile Euro 96                                 |
| 4.  | 7 iunie 1995      | Stadionul Republican, Chișinău         | Albania     | 2–1  | 2–3      | Preliminariile Euro 96                                 |
| 5.  | 10 noiembrie 1996 | Stadion GKS, Katowice                  | Polonia     | 1–2  | 1–2      | Calificările pentru Campionatul Mondial de Fotbal 1998 |
| 6.  | 20 august 1998    | Spordikeskuse Staadion, Kohtla-Järve   | Estonia     | 1–0  | 1–0      | Meci amical                                            |
| 7.  | 18 august 1999    | Népstadion, Budapesta                  | Ungaria     | 1–1  | 1–1      | Meci amical                                            |
| 8.  | 26 aprilie 2000   | Stadio Olimpico, Serravalle            | San Marino  | 1–0  | 1–0      | Meci amical                                            |
| 9.  | 1 septembrie 2001 | Stadionul Republican, Chișinău         | Azerbaidjan | 1–0  | 2–0      | Calificările pentru Campionatul Mondial de Fotbal 2002 |
| 10. | 5 septembrie 2001 | Štadión na Sihoti, Trenčín             | Slovacia    | 1–0  | 2–4      | Calificările pentru Campionatul Mondial de Fotbal 2002 |
| 11. | 16 august 2006    | Stadionul Zimbru, Chișinău             | Lituania    | 3–2  | 3–2      | Meci amical                                            |

## Legături externe
- Serghei Clescenco - International Matches at RSSSF
- Serghei Cleșcenco at Championat.ru Arhivat în 18 noiembrie 2009, la Wayback Machine.
- Serghei Cleșcenco at National-Football-Teams.com
- Serghei Cleșcenco Arhivat în 10 iunie 2015, la Wayback Machine. pe soccerway
- Serghei Cleșcenco pe transfermarkt, ca antrenor
- Serghei Cleșcenco pe transfermarkt, ca jucător
- he  Profile and biography of Sergei Cleșcenco on Maccabi Haifa's official website Arhivat în 21 decembrie 2005, la Wayback Machine.